# Решица (Кошице-околина)
Решица (слч. Rešica) насељено је мјесто са административним статусом сеоске општине (слч. obec) у округу Кошице-околина, у Кошичком крају, Словачка Република.

## Становништво
| Година:    | 1994. | 2004.   | 2014.    | 2024. |
| ---------- | ----- | ------- | -------- | ----- |
| Број људи: | 382   | 363     | 325      | 364   |
| Разлика:   |       | -4,97 % | -10,46 % | +12 % |

| Година:    | 2023. | 2024.   |
| ---------- | ----- | ------- |
| Број људи: | 352   | 364     |
| Разлика:   |       | +3,40 % |

Према подацима о броју становника из 2011. године насеље је имало 346 становника.